# Stopplaats Oldenzaalschestraat
Stopplaats Oldenzaalschestraat (telegrafische code: ogs) is een voormalig stopplaats aan de Spoorlijn Zutphen - Glanerbrug, destijds geëxploiteerd door de KNLS en aangelegd door de Staat der Nederlanden. De stopplaats lag ten noorden van het centrum van Enschede, ter hoogte waar de Oldenzaalsestraat de spoorlijn kruist. De stopplaats lag nog geen kilometer van stopplaats Hengeloschestraat vandaan. Stopplaats Oldenzaalschestraat werd geopend in 1868. Wanneer de stopplaats gesloten is, is onbekend, maar wordt nog wel in de dienstregeling van 1929 vermeld. Daarbij was het station met name het startpunt van treinen richting het westen, maar kwam een enkele keer per dag een doorgaande trein richting Station Glanerbrug langs.
Bij de stopplaats heeft een dienstwoning gestaan, die nog tot in de 21e eeuw is blijven staan.